# Edith Irving-Sommer
Edith Irving-Sommer (* 9. Oktober 1935 in Schwäbisch Gmünd; † 27. Juni 2020 auf Ibiza, Spanien) war eine deutsch-schweizerische Künstlerin.

## Leben
Edith Irving-Sommer wuchs in Schwäbisch Gmünd auf und hatte drei Geschwister. Ihr Vater war der Schweizer Edmund Sommer und ihre Mutter die deutsche Erna Sommer. Sie wuchs teilweise in der Schweiz und teilweise in Deutschland auf. Die Eltern besaßen eine Fabrik, in der Standuhren und Uhrengehäuse hergestellt wurden. Ihr Bruder war der Künstler Ed Sommer.
Sie heiratete mit 19 Jahren den Kunstsammler und Geschäftsmann Dieter Rosenkranz, mit dem sie zwei Kinder hatte. Das Paar ließ sich allerdings 1962 scheiden. Irving-Sommer zog als zweifache Mutter nach Ibiza. Dort lernte sie den amerikanischen Schriftsteller und Bestsellerautor Clifford Irving kennen, den sie 1967 heiratete und mit dem sie zwei weitere Kinder, zwei Söhne, hatte. Edith Irving-Sommer ließ sich Mitte der 1970er Jahre auch von Clifford Irving scheiden und heiratete den New Yorker Anwalt Bill Maloney, mit dem sie die Maloney Kunstgalerie auf Ibiza eröffnete. Die Beziehung hielt zehn Jahre. Edith Irving-Sommer starb 2020 auf Ibiza, Spanien.

## Künstlerisches Schaffen

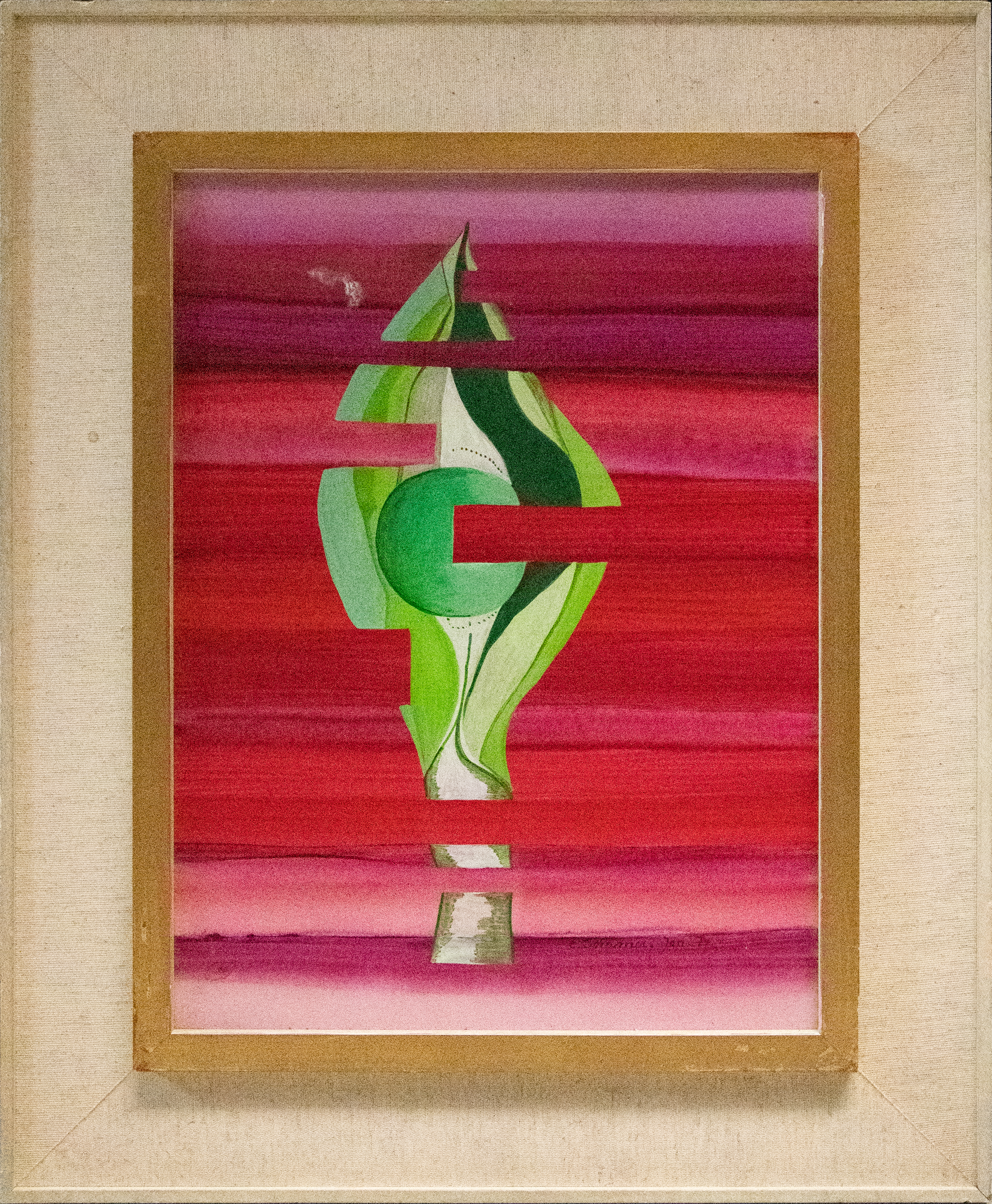
Edith Irving-Sommer, Jadebaum, Acryl, 1974, Privatsammlung.

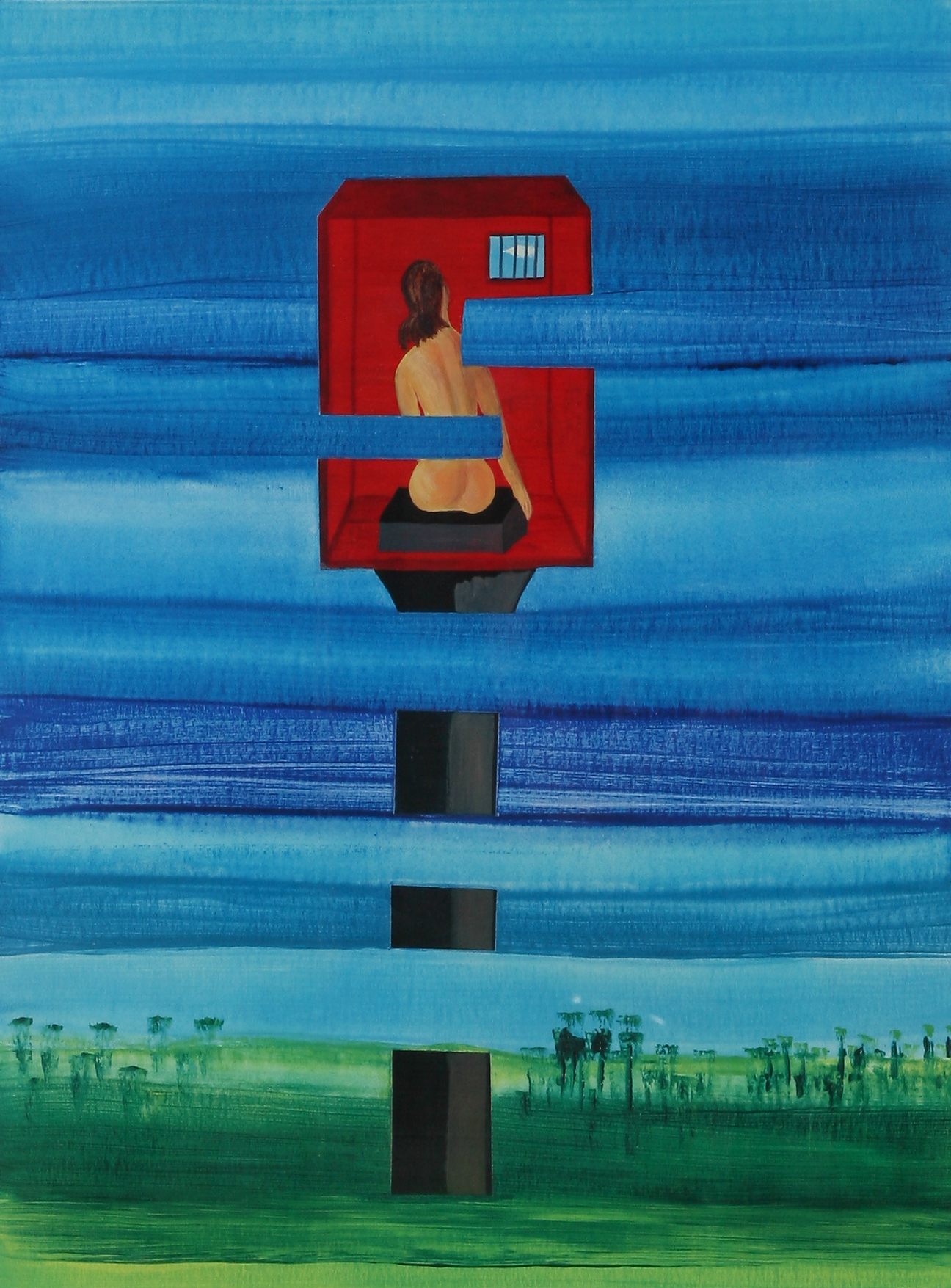
Edith Irving-Sommer, Selbstbildnis 22/200, Druck, 1974.

Edith Irving-Sommer malte bereits in jungen Jahren und stellte 1959 zum ersten Mal in einer Einzelausstellung in Köln aus. Es folgten Gruppenausstellungen in Spanien, Deutschland, der Schweiz und New York. Ihr künstlerisches Werk reicht von realistischen Figuren, die in traumhafte Umgebungen gehüllt sind, bis hin zu abstrakten Werken. Ihr Malstil wird zwar mit der naiven Malerei in Verbindung gebracht, allerdings zeichnen sich ihre Arbeiten auch deutlich durch modernistische Elemente, besonders im konstruktivistischen Sinne, aus. Zugleich ist dieser Ansatz mit einer surrealistischen Symbolik vereint. Daher könnte sie als «naiv-modernistische Symbolikerin» betitelt werden. Dabei fließen organische Elemente in ihre Bilder ein, die sich dadurch auf den Himmel und die Horizontale beziehen. Auch Blumen sind beliebte Motive in ihren Werken, wie auch geometrische Formen. So lagern sich etwa Vierecke oft schichtartig übereinander und variieren in ihrer Größe. Irving-Sommer kreierte so einen ganz eigenen Raum der Freiheit und Sehnsucht, die sie dank der Kunst ausdrücken konnte. Ihre Arbeit lässt sich zudem eng mit einem psychologischen Ansatz verknüpfen, besonders durch ihren manchmal temperamentvollen und dann wieder nachdenklichen Farbausdruck. Viele Werke sind außerdem von einer für das Mittelmeer typischen Leuchtkraft und sehr ausgeprägten Farben dominiert. Empfindungen werden dadurch beinahe entmaterialisiert nur noch als Farben dargestellt.

## Skandal um gefälschte Howard R. Hughes Biografie
Edith Irving-Sommer war 1971 in einen Betrugsskandal mit ihrem damaligen Ehemann Clifford Irving und dessen Freund Richard (Dick) Suskind verwickelt. Clifford Irving verfasste zusammen mit Richard Suskind eine unautorisierte Biografie über den zurückgezogen lebenden amerikanischen Milliardären Howard R. Hughes. Sie versuchten, diese mit gefälschten Dokumenten und Interviews an den Verlag McGraw-Hill zu verkaufen. Sie gaben vor, in Kontakt mit dem Milliardär zu sein und dass das Vorhaben auf Wunsch von Hughes vorerst noch geheim gehalten werden sollte. Der Verlag ging den Deal ein und sagte Clifford Irving 100.000 Dollar und Hughes 400.000 Dollar als Vorschuss zu. Irving fälschte dafür Hughes Unterschrift. Schließlich wurden per Scheck tatsächlich 100.000 Dollar an Irving ausgezahlt und 765.000 Dollar an Hughes, die von Irvings Ehefrau Edith auf ein Schweizer Bankkonto mit der gefälschten Identität und Unterschrift Helga R. Hughes überwiesen wurden. Edith Irving-Sommer reiste dafür in die Schweiz.
Im Winter 1971 lieferte Irving das Biografie-Manuskript bei McGraw-Hill ab, ergänzt um eine gefälschte Notiz von Hughes zur Echtheit. Experten hielten das Dokument für authentisch, und die Veröffentlichung wurde für März 1972 angekündigt.
Doch Vertreter von Hughes-Gesellschaften und Bekannte des Geschäftsmanns zweifelten an der Echtheit. Clifford Irving entgegnete nur, Hughes habe ihnen nichts vom Buch erzählt. Währenddessen erhielt Frank McCulloch, der als letztes Hughes interviewt hatte, einen wütenden Anruf von jemandem, der sich als Hughes ausgab, bestätigte aber nach dem Lesen das Manuskript. Journalist Mike Wallace erkannte erst durch seine Kameramannschaft nach einer Fernsehankündigung, dass Irving ihn getäuscht hatte: „They understood. I didn’t. He got me.“ („Sie hatten verstanden – ich nicht. Er hatte mich erwischt.“)
McGraw-Hill und das Life-Magazin unterstützten Irving weiterhin, da sie für Vorabdrucke bezahlt hatten. Osborn Associates erklärten die Schriftproben für echt, und ein Lügendetektortest zeigte keine eindeutigen Lügen. Wochenlang blieb Hughes verschwunden.
Am 7. Januar 1972 meldete Howard Hughes sich schließlich – per Telefonkonferenz mit sieben Journalisten, die ihn gut kannten. Zwei Tage später wurde sie teilweise im Fernsehen ausgestrahlt. Hughes stellte klar, dass er Irving nie getroffen habe und auf den Bahamas lebe. Irving behauptete daraufhin, die Stimme sei vermutlich gefälscht.
Schließlich kam man dem Paar und dem Mittäter Suskind auf die Schliche und sie gestanden den Betrug am 28. Januar 1972. Hughes’ Anwalt Chester Davis verklagte McGraw-Hill, Life, Irving und Dell Publications. Schweizer Behörden fanden ein Konto unter dem Namen «H. R. Hughes», eröffnet von Edith Irving als «Helga R. Hughes», mit 750.000 Dollar. Auf Ibiza von der Polizei befragt, bestritt Irving die Vorwürfe und behauptete, selbst getäuscht worden zu sein.
Journalist James Phelan erkannte Inhalte aus seinem eigenen Buch, und die Schweizer Polizei identifizierte Edith als Einzahlerin. Am 28. Januar 1972 gestanden die Irvings.

## Haftstrafe
Am 16. Juni 1972 wurden Edith Irving-Sommer, Clifford Irving und Richard Suskind wegen Betrugs in New York verurteilt. Die ersten zwei Monate ihrer zweijährigen Haftstrafe verbrachte Edith Irving-Sommer in einem Gefängnis in New York. Allerdings stellte sie sich dem Schweizer Gericht und trat die restlichen 14 Monate ihrer Gefängnishaft in Hindelbank (Bern) an. Ihr Ehemann erhielt zweieinhalb Jahre. Beide wurden frühzeitig entlassen.
Während ihrer Gefängniszeit gab sie sich noch leidenschaftlicher der Kunst hin. Die künstlerische Tätigkeit hatte eine heilende und befreiende Wirkung. Die Freiheit als Thema selbst ist in ihrer Arbeit ein sich wiederholendes Motiv. Viele ihrer Werke aus dieser Zeit sind außerdem in kleineren Bildformaten umgesetzt.

## Verfilmungen
Der Hughes-Betrug war damals ein Skandal und wurde nicht nur in den Medien aufgegriffen, sondern diente später auch als Filmmaterial. So wurde die Geschichte unter dem Titel «The Hoax» (dt. Der große Bluff - Das Howard Hughes Komplott) im Jahr 2005 von Lasse Hallström verfilmt. In der Hauptbesetzung waren Richard Gere als Clifford Irving und Marcia Gay Harden als Edith Irving-Sommer.
Auch Orson Welles setzte sich mit dem Stoff in seiner Mockumentary «F for Fake» (1973) auseinander, wo Filmaufnahmen von Edith Irving-Sommer und Clifford Irving integriert wurden.
Ein weiterer Dokumentarfilm, der den Skandal behandelte, ist «Der Scheck heiligt die Mittel» (1974) von Henry Kolarz (1974) für das deutsche Fernsehen. Richard Suskind spielte sich darin selbst.

## Einzelausstellungen
- 1959 Köln, Deutschland
- 1960 Museum Wuppertal, Deutschland
- 1962 Galerie Vedra, Ibiza, Spanien
- 1963 Galerie Grife + Escoda, Barcelona, Spanien
- 1963 Galerie im Weissen Haus, Winterthur, Schweiz
- 1966 Galerie Ivan Spence, Ibiza, Spanien
- 1967 Becher, Wuppertal, Deutschland
- 1969 Selected Artists Galerie, New York, USA
- 1972 Galerie da Barra, Barcelona, Spanien
- 1973 Bryant Galerie, Houston, USA
- 1973 Bryant Galerie, New Orleans, USA

## Gruppenausstellungen
- 1959 Becher, Wuppertal, Deutschland
- 1961 Neufert, Cologne, Deutschland
- 1962 Galerie Parnass, Wuppertal, Deutschland
- 1964 Galerie Ivan Spence, Ibiza, Spanien
- 1965 Galerie Ivan Spence, Ibiza, Spanien
- 1969 Galerie Latina, Palma de Mallorca, Spanien